# Smerdomenes
Smerdomenes, Sohn des Otanes, war ein persischer Feldherr des Achämenidenreichs im 5. vorchristlichen Jahrhundert. Sein Vater war einer der sieben Verschwörer gegen Gaumata. Mütterlicherseits war er ein Neffe des Großkönigs Dareios I. Seine Schwester Amestris war mit Großkönig Xerxes I. verheiratet.
Von seinem Vetter und Schwager Xerxes I. war Smerdomenes anlässlich der Invasion Griechenlands 480 v. Chr. zu einem der sechs Oberbefehlshaber über eine der drei Heersäulen ernannt wurden. In seiner Streitmacht, deren Kommando er sich mit Megabyzos teilte, zog auch der König mit. Weiteres ist nicht von ihm bekannt.